# François D’Haene

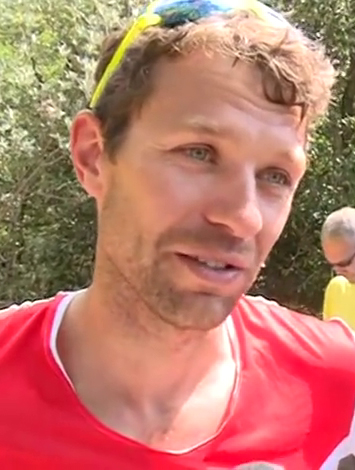
François D'Haene (2016)

François D’Haene (* 24. Dezember 1985 in Lille, Frankreich) ist ein französischer Berg- und Ultramarathonläufer. D’Haene war 2014 und 2017 Gesamtsieger der Ultra-Trail World Tour.

## Leben
D’Haene war von Kindheit an Mitglied eines Leichtathletikclubs. In seiner Jugend wandte er sich mehr und mehr Bergsportarten zu und begann neben seiner Ausbildung zum Physiotherapeuten mit Bergläufen. Im Juni 2006 nahm er erstmals an einem Ultratrail, der 72 km langen Tour Glaciers de la Vanoise, teil und gewann. In den darauffolgenden Jahren startete D’Haene aufgrund seiner Berufstätigkeit nur gelegentlich bei Ultramarathon- und Bergläufen. Nach seinem 5. Platz beim Grand Raid 2009 wurde er Mitglied des Salomon-Teams – für ihn der Auftakt, dem Laufsport Vorrang zu geben.
D’Haene gewann 2012, 2014, 2017 und 2021 den Ultra-Trail du Mont-Blanc, 2013, 2014, 2016 und 2018 den Grand Raid und war 2014 und 2017 Gesamtsieger der Ultra-Trail World Tour.
Er ist Vater von drei Kindern und betrieb mit seiner Frau zwischen 2011 und 2021 das viereinhalb Hektar große Weingut Domaine du Germain in Saint-Julien im Beaujolais.
D’Haene startet für den französischen Sportverein EA Chambéry.

## Erfolge (Auswahl)
- 2006: 1. Platz bei der Tour des Glaciers de la Vanoise, Frankreich in 8:07:00 Stunden für 72 km
- 2006: 3. Platz beim Courmayeur-Champex-Chamonix, Italien, Schweiz, Frankreich in 11:27:10 Stunden für 86 km
- 2009: 5. Platz beim Grand Raid, La Réunion in 23:34:20 für 148 km
- 2010: 1. Platz beim Trail Nivolet Revard, Frankreich in 4:12:28 Stunden für 49 km
- 2010: 1. Platz beim Gapen’Cimes, Frankreich in 4:44:21 Stunden für 48 km
- 2011: 2. Platz beim The North Face 100 Australia, Australien in 9:24:33 Stunden für 100 km
- 2012: 1. Platz beim Trail Du Tour Des Fiz, Frankreich in 7:55:00 Stunden für 63 km
- 2012: 1. Platz beim Beaujolais Villages Trail in 5:00:44 Stunden für 54 km
- 2012: 4. Platz beim Transvulcania, Spanien in 7:23:41 Stunden für 83 km
- 2012: 1. Platz beim Ice Trail Tarentaise, Frankreich in 8:16:35 Stunden für 83 km
- 2012: 1. Platz beim Ultra-Trail du Mont-Blanc in 10:32:36 Stunden für 103 km
- 2013: 1. Platz beim 80 km du Mont-Blanc, Frankreich in 9:45:57 Stunden für 80 km
- 2013: 2. Platz beim Ice Trail Tarentaise, Frankreich in 7:40:13 Stunden für 65 km
- 2013: 1. Platz beim Trail de l’Etendard, Frankreich in 7:18:04 Stunden für 64 km
- 2013: 1. Platz beim Grand Raid, La Réunion in 22:58:30 für 163 km
- 2014: 1. Platz beim Beaujolais Villages Trail, Frankreich in 5:57:01 Stunden für 63 km
- 2014: 1. Platz beim Ultra-Trail Mt.Fuji, Japan in 19:09:13 Stunden für 161 km
- 2014: 2. Platz beim 80 km du Mont-Blanc, Frankreich in 10:29:33 Stunden für 80 km
- 2014: 1. Platz beim Grand Raid, La Réunion in 24:25:02 Stunden für 172 km
- 2014: 1. Platz beim Ice Trail Tarentaise, Frankreich in 7:37:09 Stunden für 65 km
- 2014: 1. Platz beim Ultra-Trail du Mont-Blanc in 20:11:44 Stunden für 168 km
- 2014: Gewinner der Ultra-Trail World Tour
- 2016: 1. Platz beim Hong Kong 100, Hongkong in 9:32:26 Stunden für 100 km
- 2016: 1. Platz beim Grand Raid, La Réunion in 23:44:57 Stunden für 167 km
- 2017: 1. Platz beim Madeira Island Ultra Trail, Portugal in 13:05:44 Stunden für 115 km
- 2017: 1. Platz beim La Maxi Race du Lac d’Annecy, Frankreich in 12:55:00 Stunden für 110 km
- 2017: 1. Platz beim Trail Verbier St. Bernard, Schweiz in 7:07:06 Stunden für 61 km
- 2017: 1. Platz beim Ultra-Trail du Mont-Blanc in 19:01:54 Stunden für die wegen schlechter Wetterverhältnisse auf 162 km verkürzte Strecke
- 2017: Gewinner der Ultra-Trail World Tour
- 2018: 2. Platz beim 100 Mile Western States Endurance Run in 15:54:53 Stunden
- 2018: 1. Platz beim Grand Raid Réunion - La Diagonale des Fous in 23:18:32 Stunden für 167,7 km
- 2019: 1. Platz beim Madeira Island Ultra Trail in 13:48:42 Stunden für 115 km
- 2019: 1. Platz beim La Pastourelle - Le Grand Cirque, Frankreich in 4:26:37 Stunden für 53 km
- 2021: 1. Platz beim Hardrock 100, Colorado in 21:45:50 Stunden (neuer Streckenrekord)
- 2021: 1. Platz beim Ultra-Trail du Mont-Blanc in 20:45:59 Stunden für 170 km
- 2022: 2. Platz beim Hardrock 100, Colorado in 21:51:19 Stunden
- 2024: 1. Platz beim Tor des Géants, Italien in 69:08:32 Stunden für 330 km
- 2025: 1. Platz beim Transylvania 100, Rumänien in 12:47:05 Stunden

## Rekorde (Auswahl)
- 2016: Streckenrekord auf dem 170 km langen GR 20 auf Korsika in 31 Stunden, 6 Minuten.[6]
- 2017: Streckenrekord auf dem 340 km langen John Muir Trail in der kalifornischen Sierra Nevada in 2 Tagen, 19 Stunden, 26 Minuten.[7]
- 2021: Streckenrekord beim Hardrock Hundred Mile Endurance Run in 21 Stunden, 45 Minuten und 50 Sekunden.[8]